# Floriade 1982
De tweede Amsterdamse Floriade werd van 8 april tot 10 oktober in 1982 gehouden. Het was de 9e editie van de wereldtuinbouwtentoonstelling (AIPH) en de 3e in Nederland. De Floriade werd gehouden op de plek in Amsterdam-Zuidoost die nu het noordelijk deel van het recreatiegebied Gaasperplas vormt. De ingang van de Floriade bevond zich nabij het in 1977 geopende metrostation Gaasperplas.

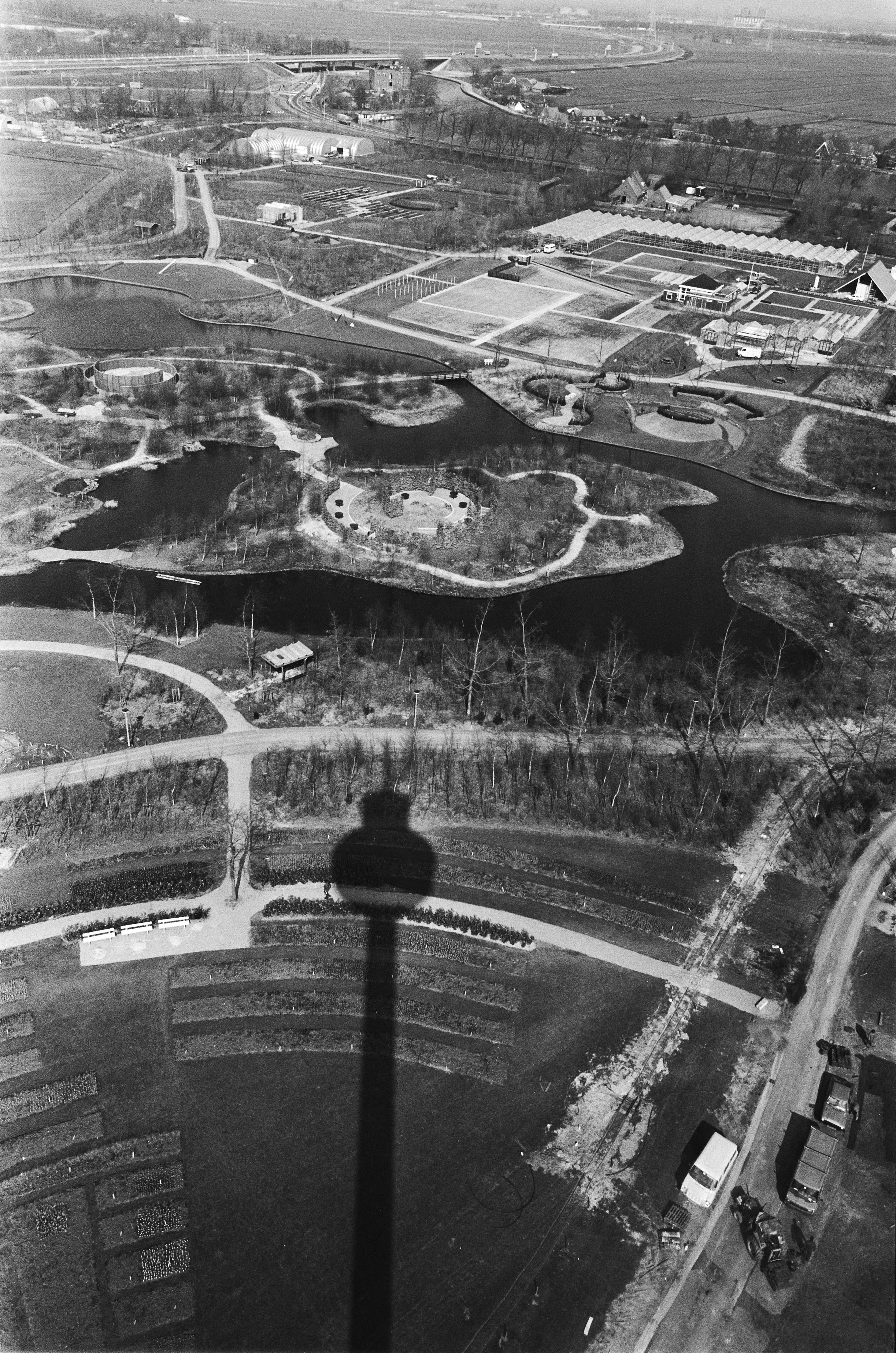
Uitzicht vanuit de uitkijktoren.

Na afloop van de Floriade werden bijna alle toevoegingen verwijderd, zodat een eenvoudiger stadspark (het Gaasperpark) overbleef. Dit in tegenstelling tot het Amstelpark, waar diverse onderdelen van de Floriade bleven bestaan.

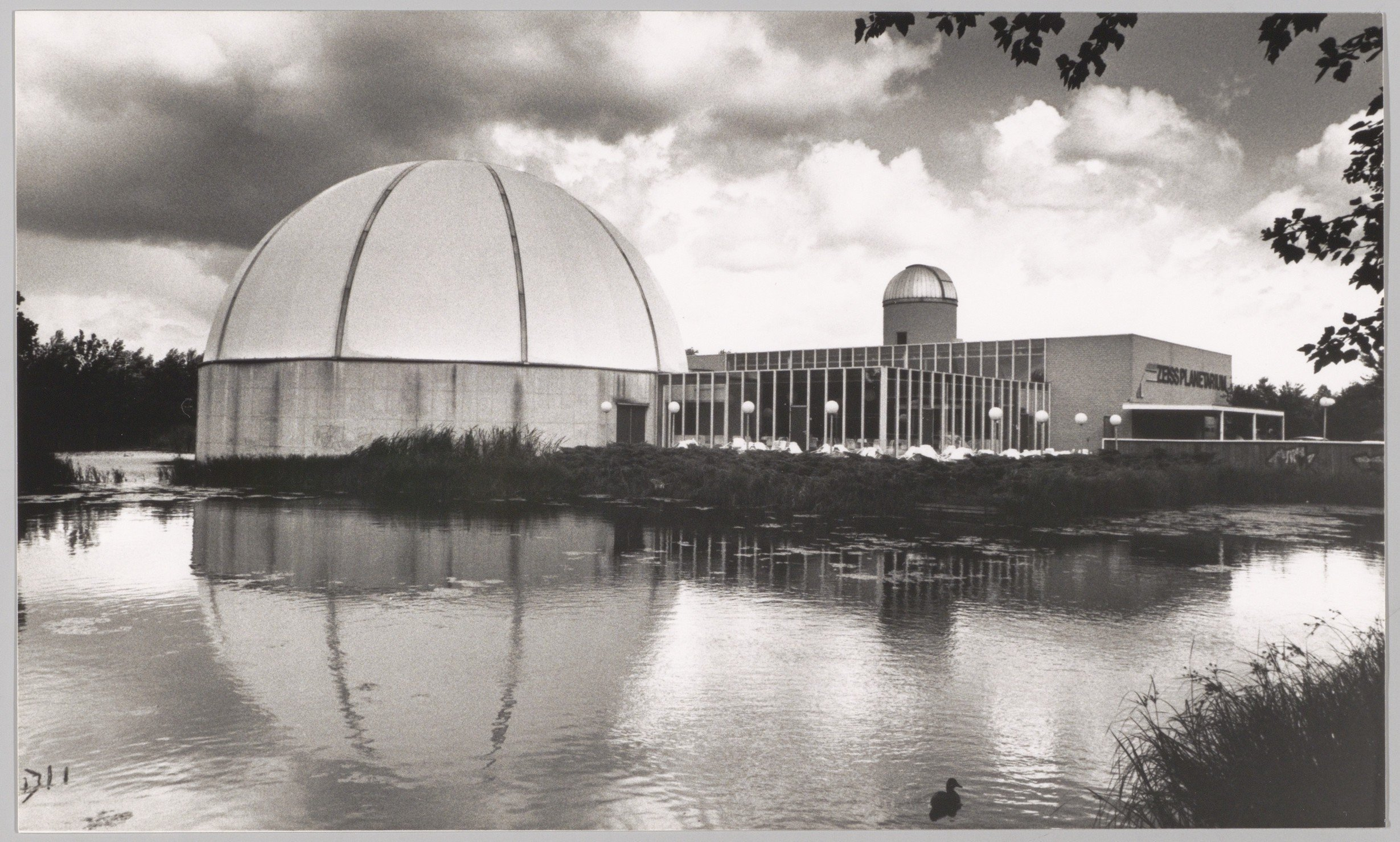
Planetarium in 1987

Het planetarium heeft nog dienstgedaan als horeca en huisvest tegenwoordig een congres- en zalencentrum. Het binnenwerk werd in 1988 verplaatst naar het Artis Planetarium.
De 76 meter hoge uitkijktoren was een belangrijke attractie op de Floriade 1982. In 1983 werd de toren verplaatst naar het Europa-Park in Duitsland, waar ze nu nog steeds in gebruik is.